# Buzz Peterson
Robert Bower Peterson, Jr., (nacido el 17 de mayo de 1963 en Asheville, Carolina del Norte) es un entrenador de baloncesto estadounidense que ejerce en la NCAA.

## Trayectoria
- Universidad de Appalachian State (1987–1989), (ayudante)
- East Tennessee State (1989–1990), (ayudante)
- Universidad de North Carolina State (1990–1993), (ayudante)
- Universidad de Vanderbilt (1993–1996), (ayudante)
- Universidad de Appalachian State (1996–2000)
- Universidad de Tulsa (2000–2001)
- Universidad de Tennessee (2001–2005)
- Coastal Carolina (2005–2007)
- Universidad de Appalachian State (2009–2010)
- UNC Wilmington (2010–)